# Zgornja Avstrija
Zgornja Avstrija (tudi Gornja Avstrija, nemško Oberösterreich) je avstrijska zvezna dežela. Je četrta največja dežela v Avstriji po površini (malenkost manj kot 12.000 km2; za Spodnjo Avstrijo, Štajersko in Tirolsko) in z enim in pol milijonom prebivalcev tretja po številčnosti za Dunajem in Spodnjo Avstrijo. Zgornja Avstrija na severu meji na Češko (t.i. Česky les), na severozahodu na Nemčijo (Bavarsko), kjer do izliva v Donavo meja teče po rekah Salzach in Inn, na vzhodu na Spodnjo Avstrijo (skozi obe teče Donava, meja med njima pa je reka Aniža (nemško Enns), medtem ko sta na jugu oz. jugozahodu deželi Štajerska in Salzburg.  
Glavno mesto dežele je Linz, ki je z dobrimi 200.000 prebivalci prav tako tretje največje v Avstriji, s svojo širšo aglomeracijo pa je celo na drugem mestu. Poleg Linza sta največji mesti (tudi s posebnima statutoma) Wels in Steyr, med večjimi so še: satelitski mesti Linza Leonding in Traun, pa tudi Braunau am Inn (Hitlerjevo rojstno mesto), Gmunden (na jezeru Traunsee) in Enns ob istoimenski reki; bolj znani so še kraji Bad Ischl, Seewalchen am Attersee, Kirchdorf an der Krems, Freistadt, Grieskirchen, Gallspach ter na skrajnem jugu dežele Bad Goisern in Hallstatt (oboje na Hallstättskem jezeru) ter nekdanje nacistično koncentracijsko taborišče Mauthausen približno 20 km vzhodno od Linza.
Najvišji vrh dežele je Hoher Dachstein z malo manj kot 3000 m nadmorske višine na meji z deželo Štajersko. 

## Administrativne enote
Administrativno je dežela razdeljena na 15 okrajev (Bezirke), tri statutarna mesta in 442 občin.

### Statutarna mesta
1. Linz
2. Steyr
3. Wels

### Okraji
1. Braunau am Inn
2. Eferding
3. Freistadt
4. Gmunden
5. Grieskirchen
6. Kirchdorf an der Krems
7. Linz-podeželje
8. Perg
9. Ried im Innkreis
10. Rohrbach
11. Schärding
12. Steyr-podeželje
13. Urfahr-Umgebung
14. Vöcklabruck
15. Wels-podeželje